# Nemesiidae
Nemesiidae SIMON, 1889 este o familie de păianjeni migalomorfi, până în 1987 a fost inclusă în familia Dipluridae.

## Descriere

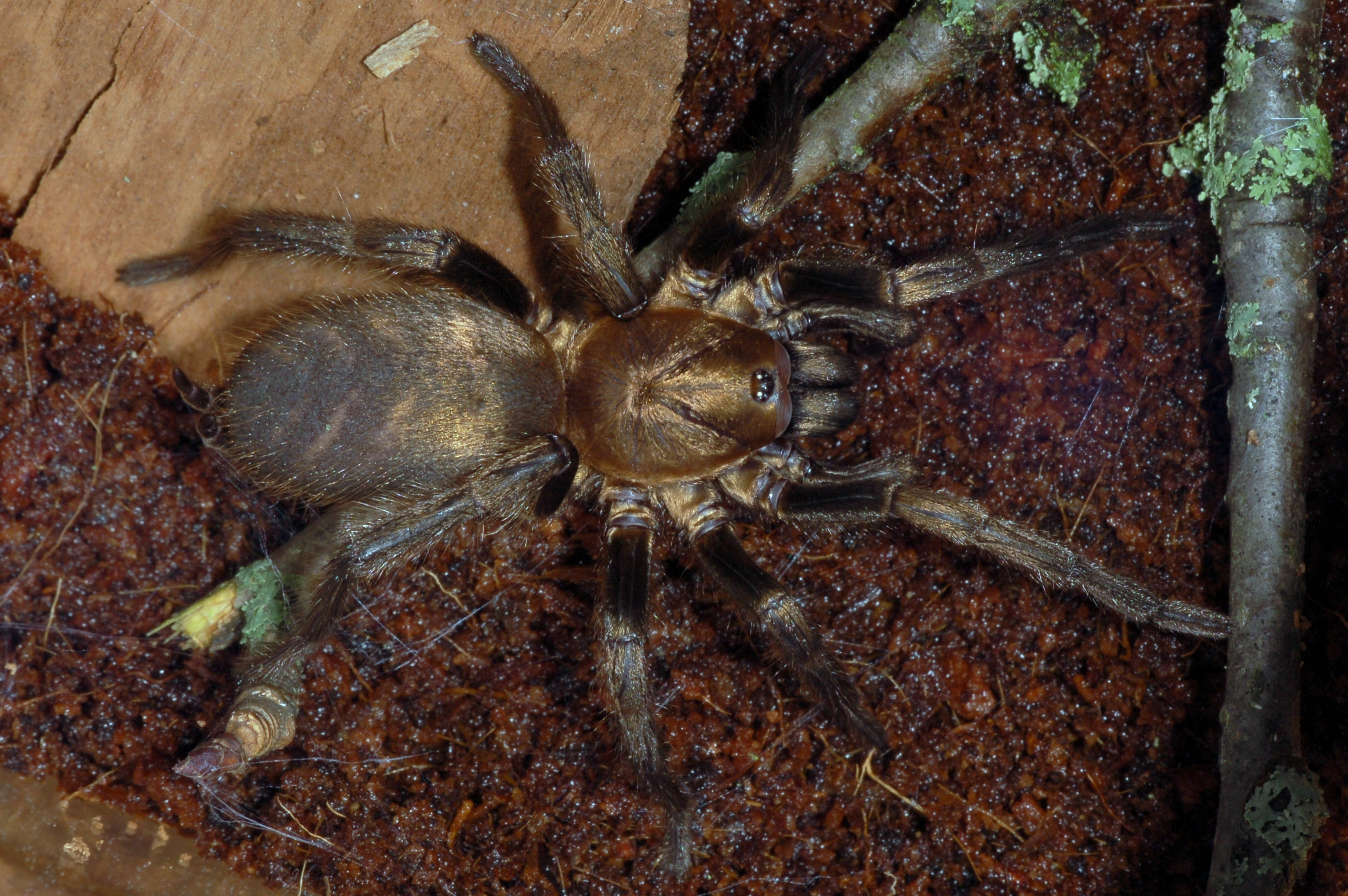
Acanthogonatus francki

Reprezentanții sunt relativi mari, femelele din gen. Atmetochilus au o lungime de 4 cm (inclusiv picioarele). De obicei, culoarea corpului este cafeniu închis. 

## Modul de viață
Ei construiesc vizuini în sol sau frunziș, intrarea este închisă de o trapă. Trapa este alcătuită din mătase și diferite resturi vegetale și particule de sol, asfel încât ea este bine camuflată. Pereții sunt acoperiți cu mătase. În timpul vânatului, ei așteaptă prada lângă ușă în vizuină. Când victima se apropie, păianjenul simte vibrațiile solului și sare brusc asupra ei, aducând-o în vizuină. Unele specii își sapă un tunel special, pentru depozitarea alimentelor. 

## Răspândire

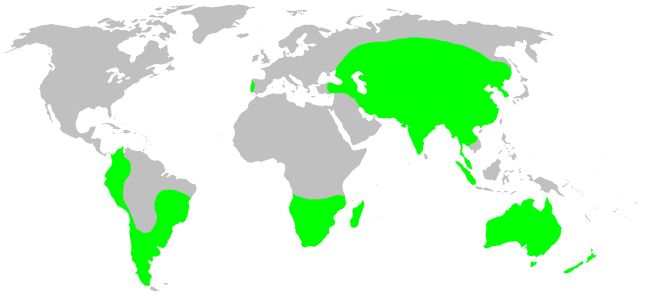
Răspândirea Nemesiidae

Acești păianjeni locuiesc în Africa de Sud,  Asia Centrală, Indonezia și Australia. Genurile Brachythele, Iberesia, Nemesia sunt prezente pe Peninsula Iberică.

## Sistematică
Familia cuprinde genurile:
| - Acanthogonatus Karsch, 1880 — Amerca de Sud; - Aname L. Koch, 1873 — Australia; - Atmetochilus Simon, 1887 — Burma; - Brachythele Ausserer, 1871 — SUA, Europa; - Calisoga Chamberlin, 1937 — SUA; - Chaco Tullgren, 1905 — America de Sud; - Chenistonia Hogg, 1901 — Australia; - Chilelopsis Goloboff, 1995 — Chile; - Damarchus Thorell, 1891 — India, Asia de Sud-Est; - Diplothelopsis Tullgren, 1905 — Argentina; - Entypesa Simon, 1902 — Madagascar, Africa de Sud; - Flamencopsis Goloboff, 1995 — America de Sud, Africa de Sud; - Hermacha Simon, 1889 — Brazilia; - Hermachura Mello-Leitão, 1923 — Brazilia; - Iberesia Decae & Cardoso, 2006 — Spainia, Portugalia; - Ixamatus Simon, 1887 — Australia; - Kwonkan Main, 1983 — Australia; - Lepthercus Purcell, 1902 — Afirca de Sud; - Longistylus Indicatti & Lucas, 2005 — Brazilia; - Lycinus Thorell, 1894 — Chile, Argentina; - Merredinia Main, 1983 — Australia; | - Mexentypesa Raven, 1987 — Mexic; - Namea Raven, 1984 — Australia; - Nemesia Audouin, 1826 — Europa, Africa, Cuba, China; - Neostothis Vellard, 1925 — Brazilia; - Pionothele Purcell, 1902 — Africa de Sud; - Prorachias Mello-Leitão, 1924 — Brazilia; - Psalistopoides Mello-Leitão, 1934 — Brazilia; - Pselligmus Simon, 1892 — Brazilia; - Pseudoteyl Main, 1985 — Australia; - Pycnothele Chamberlin, 1917 — America de Sud; - Rachias Simon, 1892 — Brazil, Argentina - Raveniola Zonstein, 1987 — Asia; - Sinopesa Raven & Schwendinger, 1995 — China, insula Ryukyu; - Spiroctenus Simon, 1889 — Africa de Sud; - Stanwellia Rainbow & Pulleine, 1918 — Noua Zeelandă, Australia; - Stenoterommata Holmberg, 1881 — America de Sud; - Teyl Main, 1975 — Australia; - Teyloides Main, 1985 — Australia; - Xamiatus Raven, 1981 — Australia; - Yilgarnia Main, 1986 — Australia. |